# Fran Karačić
Fran Karačić (Zagreb, 12 de maio de 1996) é um futebolista croata naturalizado australiano que atua como lateral. Atualmente joga pelo do Brescia.

## Carreira no clube
Em 14 de janeiro de 2021, Karačić assinou com o Brescia, da Série B, um contrato de dois anos e meio.

## Carreira internacional
Karacic era elegível para representar a Croácia ou a Austrália devido ao seu pai ter nascido em Sydney.
Em maio de 2018, Karačić foi convocado para a seleção preliminar de 26 jogadores da Austrália para a Copa do Mundo FIFA de 2018 na Rússia. Em 25 de maio de 2018, ele foi oficialmente liberado pela FIFA para representar a Austrália. Karačić posteriormente não foi chamado para a equipe final.
Karačić foi convocado para a seleção australiana novamente para uma série de jogos válidos pelas eliminatórias da Copa do Mundo FIFA de 2022 em junho de 2021, onde fez sua estreia contra Kuwait.
Ele foi convocado para a seleção australiana para a Copa do Mundo FIFA de 2022 em novembro de 2022.

## Estatísticas
| Nº | Data                | Local                                                          | Oponente | Placar | Resultado | Competição                                      |
| -- | ------------------- | -------------------------------------------------------------- | -------- | ------ | --------- | ----------------------------------------------- |
| 1  | 11 de junho de 2021 | Estádio Internacional Jaber Al-Ahmad, Cidade do Kuwait, Kuwait | Nepal    | 2–0    | 3–0       | Eliminatórias para a Copa do Mundo FIFA de 2022 |